# Krockow (Adelsgeschlecht)

Wappen derer von Krockow

Krockow ist der Name eines alten westpreußischen Adelsgeschlechts. Die Herren von Krockow gehören zum pommerellischen Uradel. Zweige der Familie bestehen bis heute.

## Geschichte

### Herkunft

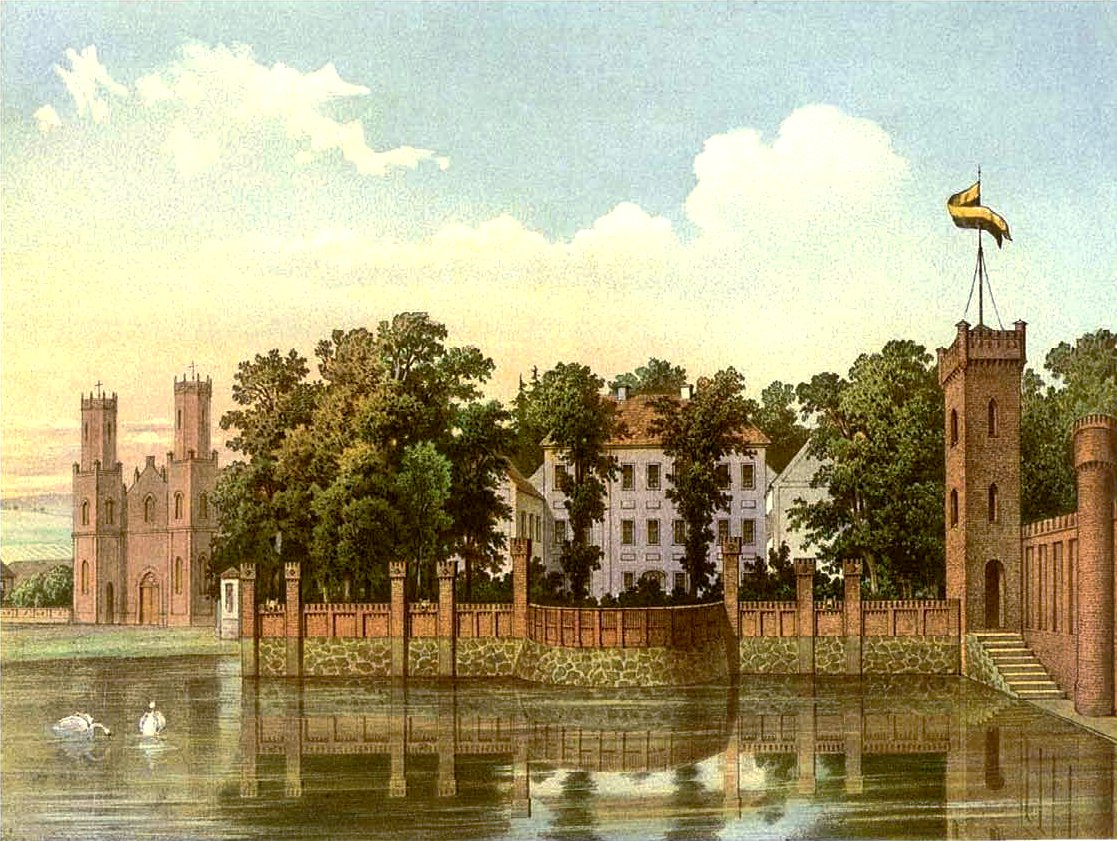
Schloss Krockow um 1860, Sammlung Alexander Duncker

Als erster Angehöriger des Geschlechts erscheint der Ritter Gneommer Crockau am 13. Juli 1292 zu Danzig urkundlich. Nach dem Genealogischen Handbuch des Adels beginnt die Stammreihe mit Lorenz Krockow, der zwischen 1478 und 1493 in Urkunden genannt wird. Das Stammhaus der Familie, Schloss Krockow, befindet sich in Krokowa, einem Dorf im Powiat Pucki der Woiwodschaft Pommern in Polen.
Zwar werden die Krockows 1855 in einer Auflistung des Adels in Preußen Kaschuben genannt,
nach einer Familiensage stammt das Geschlecht jedoch aus Franken und nannte sich zu Beginn Vieserod, Vicherod bzw. Vicerid, später auch Wickerod oder Wickerode. Kneschke beginnt die Stammreihe mit Albert von Viesrod (auch Wickerod), der um 1196 in Franken lebte. Dessen Sohn soll 1238 mit dem Deutschen Orden nach Preußen gelangt sein. Seine Nachkommen erwarben dort Krockow und weitere Besitzungen von Herzog Mestwin II. von Pommern.

### Ausbreitung und Persönlichkeiten
Reinhold von Krockow (1536–1599) war Söldnerführer in Diensten von Ottheinrich von der Pfalz, der Hugenotten, der Könige von Frankreich und Polen, des Kaisers und der Stadt Danzig. Georg von Krockow wurde herzoglich pommerscher Landrat und dessen Sohn Joachim Ernst von Krockow (1601–1645) war im Dreißigjährigen Krieg kaiserlicher Generalwachtmeister. Matthias von Krockow (1600–1675) war ein bedeutender brandenburgischer Staatsmann und Diplomat. Er wurde 1650 kurbrandenburgischer Geheimrat, Hofgerichtspräsident in Hinterpommern und Gesandter am kaiserlichen Hof. Lorenz Georg von Krockow, Herr auf Peest, Burggesessener zu Polzin und Dompropst zu Cammin, starb 1702 als hinterpommerscher Kanzler und Geheimrat. Ernst von Krokow war bereits 1679 bevollmächtigter Minister Kurbrandenburgs auf dem Friedenskongress zu Nimwegen. 1690 wurde er Geheimrat, Kriegsrat und Hofgerichtspräsident in Hinterpommern.
Zahlreiche Angehörige der Familie traten in brandenburgische bzw. preußische Militärdienste und wurden Offiziere in der Preußischen Armee. Hans Kaspar von Krockow aus dem Hause Peest (* 1700) starb 1759 als preußischer Generalleutnant und Regimentsinhaber an einer Verwundung, die er während der Schlacht bei Hochkirch im Siebenjährigen Krieg erhalten hatte. Sein jüngerer Verwandte Döring Wilhelm (* 1719) erhielt 1760 als Oberstleutnant nach der Schlacht bei Torgau den Orden Pour le Mérite. 1781 zum Generalleutnant befördert, wurde er ein Jahr später Ritter des Schwarzen Adlerordens und zusammen mit seinen Brüdern und Vettern 1786 in den preußischen Grafenstand erhoben. Er starb 1803 als General der Infanterie.
Der gräfliche Stamm konnte in den Häusern Peest und Polzin fortgesetzt werden. Aus dem Hause Peest kam der preußische Major Wilhelm Joachim Reinhold Graf von Krockow († 1821). Sein Sohn aus der Ehe mit Jacobine von Below, Karl Gustav Adolph Graf von Krockow (1800–1867), Herr der Herrschaft Krockow und des Gutes Warsow, wurde Mitglied des Preußischen Herrenhauses. Am 3. Februar 1848 zu Berlin wurde durch Heroldsamtsreskript eine preußische Genehmigung zur Führung des Beinamens Wickerode erteilt. Eine preußische Änderung des Namens Graf von Krockow-Wickerode in den Namen von der Wickerau, Graf von Krockow und eine Wappenänderung für das Gesamtgeschlecht erfolgte am 31. Januar 1874 zu Berlin. Der adelige Stamm war in Pommern reich begütert, unter anderem mit Rumbske, Rowen und Zedlin im ehemaligen Landkreis Stolp.

### Standeserhebungen
Am 3. Oktober 1654 wurde Döring Jacob von Krockow, kurfürstlich Brandenburger Landvogt zu Stolp und Schlawe, das brandenburgische Erbschenkenamt von Hinterpommern als Seniorat verliehen.
Döring Wilhelm von Krockow, preußischer Generalleutnant, erhielt (mit Ausdehnung auf seine Brüder und Vettern, Otto Carl, auf Klein-Katz, königlich polnischer Generalmajor, Heinrich Joachim Reinhold, auf Krockow, Peest und Dubbenitz, preußischer Oberst, Ernst Christoph, auf Massow und Ganske, königlich polnischer Oberstleutnant, Ernst Matthias, auf Ossecken, preußischer Major und August Julius Gneomar von Krockow, preußischer Fähnrich) am 19. September 1786 zu Berlin den preußischen Grafenstand.

### Briefadlige Linie
Eine Verwandtschaft besteht zu der von Otto Jochmus (* 1812) begründeten briefadligen Linie, die am 14. März 1829 zu Berlin in den preußischen Adelsstand als von Krockow erhoben wurde. Er war der natürliche Sohn von Ernst Graf von Krockow († 1816) auf Wendisch-Carstnitz und Ossecken und der Elisabeth Jochmus. Sein Nachkomme Otto Christoph von Krockow, Fideikommissherr auf Rumbske und königlich preußischer Referendar a. D., und seine Mutter Elisabeth von Krockow (für ihre Person), eine geborene von Puttkamer, wurden durch Allerhöchste Kabinettsorder am 13. August 1910 zu Schloss Wilhelmshöhe in den preußischen Grafenstand als von der Wickerau Graf bzw. Gräfin von Krockow erhoben (Diplom ausgestellt am 30. Januar 1911 zu Berlin).

## Wappen
Das neuere Stammwappen (geführt ab 1466 und identisch mit dem derer von der Wickrau) zeigt in Gold ein schwarzes Jagdhorn (Hifthorn) mit schwarzen Riemen, dessen Mündung und das Mundstück mit je einer silbernen Lilie besteckt sind und das auf zwei schwarzen Adlerklauen ruht. Auf dem Helm mit schwarz-goldenen Helmdecken zwei geharnischte Arme.
Ein älteres Wappen aus dem Jahre 1407 zeigt einen Büffelkopf.

## Bekannte Familienmitglieder
- Reinhold von Krockow (1536–1599), Söldnerführer in Frankreich, Polen und Ungarn[9]
- Matthias von Krockow (1600–1675), Staatsmann, Diplomat und Verwaltungsjurist
- Joachim Ernst von Krockow (1601–1645), Hofbeamter und Offizier
- Lorenz Georg von Krockow (1638–1702), Kanzler von Hinterpommern und Cammin
- Hans Kaspar von Krockow (1700–1759), preußischer Generalmajor
- Anton von Krockow (1714–1778), preußischer Generalleutnant
- Döring Wilhelm von Krockow (1719–1803), preußischer General der Infanterie
- Otto Karl von Krockow von Wickerode (1734–1805), sächsischer General der Kavallerie[10]
- Reinhold Graf von Krockow (1767–1821), Offizier und Freikorpsführer
- Karl Gustav Adolf Krockow von Wickerode (1800–1867), Mitglied des preußischen Herrenhauses[11]
- Christian Graf von Krockow (1927–2002), Politikwissenschaftler, Historiker und Schriftsteller
- Matthias Graf von Krockow (* 1949), Manager